# Sansevieria grandicuspis
Sansevieria grandicuspis är en sparrisväxtart som beskrevs av Adrian Hardy Haworth. Sansevieria grandicuspis ingår i släktet bajonettliljor, och familjen sparrisväxter. Inga underarter finns listade i Catalogue of Life.